# Liga Leumit 1973-1974
La Liga Leumit 1973-1974 è stata la 33ª edizione della massima serie del campionato israeliano di calcio.
Presero parte al torneo 16 squadre, che si affrontarono in un girone all'italiana con partite di andata e ritorno. Per ogni vittoria si assegnavano due punti e per il pareggio un punto.
In vista dell'istituzione, a partire dalla stagione 1974-1975, della Liga Artzit quale nuova seconda divisione del campionato (in sostituzione della Liga Alef, declassata a terza serie), l'IFA dispose la disputa, a fine stagione, di un torneo di play-off/play-out, con partite di sola andata, tra le ultime due classificate della Liga Leumit e le prime quattro classificate della Liga Alef 1973-1974. Le prime due classificate avrebbero conquistato un posto nella Liga Leumit 1974-1975, mentre le altre quattro avrebbero partecipato, nella stagione seguente, al campionato di Liga Artzit.
Il torneo fu vinto, per la seconda volta nella sua storia, dal Maccabi Netanya.
I campioni uscenti dell'Hakoah Ramat Gan rischiarono di diventare la prima squadra retrocessa nella stagione seguente al titolo nazionale (e lo sarebbero divenuti, con la formula vigente fino alla precedente stagione), riuscendo solo a salvarsi nel torneo di play-off/play-out.
Capocannoniere del torneo fu Beni Alon, dell'Hapoel Haifa, con 15 goal.

## Squadre partecipanti
| Club                | Città       |
| ------------------- | ----------- |
| Beitar Gerusalemme  | Gerusalemme |
| Beitar Tel Aviv     | Tel Aviv    |
| Bnei Yehuda         | Tel Aviv    |
| Hakoah Ramat Gan    | Ramat Gan   |
| Hapoel Be'er Sheva  | Be'er Sheva |
| Hapoel Gerusalemme  | Gerusalemme |
| Hapoel Hadera       | Hadera      |
| Hapoel Haifa        | Haifa       |
| Hapoel Kfar Saba    | Kfar Saba   |
| Hapoel Petah Tiqwa  | Petah Tiqwa |
| Hapoel Tel Aviv     | Tel Aviv    |
| Maccabi Giaffa      | Giaffa      |
| Maccabi Haifa       | Haifa       |
| Maccabi Netanya     | Netanya     |
| Maccabi Petah Tiqwa | Petah Tiqwa |
| Maccabi Tel Aviv    | Tel Aviv    |

## Classifica finale
|                     | Pos. | Squadra             | Pt | G  | V  | N  | P  | GF | GS | DR  |
| ------------------- | ---- | ------------------- | -- | -- | -- | -- | -- | -- | -- | --- |
| Campione di Israele | 1.   | Maccabi Netanya     | 37 | 30 | 13 | 11 | 6  | 32 | 19 | +13 |
|                     | 2.   | Maccabi Tel Aviv    | 35 | 30 | 12 | 11 | 7  | 36 | 18 | +18 |
|                     | 3.   | Beitar Gerusalemme  | 34 | 30 | 12 | 10 | 8  | 27 | 26 | +1  |
|                     | 4.   | Hapoel Petah Tiqwa  | 32 | 30 | 11 | 10 | 9  | 35 | 31 | +4  |
|                     | 5.   | Beitar Tel Aviv     | 32 | 30 | 11 | 10 | 9  | 31 | 31 | 0   |
|                     | 6.   | Hapoel Haifa        | 32 | 30 | 12 | 8  | 10 | 31 | 44 | -13 |
|                     | 7.   | Hapoel Be'er Sheva  | 31 | 30 | 9  | 13 | 8  | 34 | 25 | +9  |
|                     | 8.   | Hapoel Kfar Saba    | 31 | 30 | 10 | 11 | 9  | 31 | 26 | +5  |
|                     | 9.   | Maccabi Giaffa      | 30 | 30 | 7  | 16 | 7  | 29 | 29 | 0   |
|                     | 10.  | Bnei Yehuda         | 28 | 30 | 6  | 16 | 8  | 21 | 24 | -3  |
|                     | 11.  | Hapoel Gerusalemme  | 28 | 30 | 6  | 16 | 8  | 21 | 25 | -4  |
|                     | 12.  | Maccabi Petah Tiqwa | 28 | 30 | 6  | 16 | 8  | 21 | 31 | -10 |
|                     | 13.  | Hapoel Hadera       | 27 | 30 | 6  | 15 | 9  | 24 | 32 | -8  |
|                     | 14.  | Hapoel Tel Aviv     | 26 | 30 | 7  | 12 | 11 | 25 | 24 | +1  |
|                     | 15.  | Hakoah Ramat Gan    | 26 | 30 | 7  | 12 | 11 | 36 | 41 | -5  |
|                     | 16.  | Maccabi Haifa       | 23 | 30 | 9  | 5  | 16 | 33 | 41 | -8  |

## Torneo di play-off/play-out
|  | Pos. | Squadra            | Pt | G | V | N | P | GF | GS | DR  |
|  | ---- | ------------------ | -- | - | - | - | - | -- | -- | --- |
|  | 1.   | Hakoah Ramat Gan   | 8  | 5 | 4 | 0 | 1 | 14 | 6  | +8  |
|  | 2.   | Shimshon Tel Aviv  | 8  | 5 | 4 | 0 | 1 | 10 | 4  | +6  |
|  | 3.   | Hapoel Marmorek    | 5  | 5 | 2 | 1 | 2 | 7  | 6  | +1  |
|  | 4.   | Maccabi Haifa      | 4  | 5 | 2 | 0 | 3 | 7  | 8  | -1  |
|  | 5.   | Hapoel Akko        | 4  | 5 | 2 | 0 | 3 | 8  | 10 | -2  |
|  | 6.   | Maccabi Sha'arayim | 1  | 5 | 0 | 1 | 4 | 5  | 17 | -12 |

Legenda:

      Partecipano alla Liga Leumit 1974-1975

      Partecipano alla Liga Artzit 1974-1975

## Verdetti
- Maccabi Netanya campione di Israele 1973-1974
- Maccabi Haifa retrocesso in Liga Artzit 1974-1975
- Shimshon Tel Aviv   promosso in Liga Leumit 1974-1975